# さくら (1994年の映画)
『さくら』は、1994年公開の日本映画である。
「太平洋と日本海を桜で繋ぎたい」という夢を実現しようと、名古屋市から金沢市までを結ぶバス路線名金急行線が走る街道沿いに桜を植え続けた、佐藤良二の生涯を基にした作品である。原作は中村儀朋の『さくら道』。

## 主なキャスト
- 篠田三郎：佐藤良次
- 田中好子：佐藤千加子
- 河原崎長一郎
- 鈴木ヒロミツ：浩太（職場の友人）
- 樹木希林：ふみ（良次の姉）
- 菅井きん
- 山本圭
- 高橋長英
- 小野武彦
- 花沢徳衛
- 山村聡